# عبد الرحمن أحمد الجعلي
عبد الرحمن أحمد الجعلي ولد في أم درمان عام 1944م لأسرة تنتمي لقبيلة الرباطاب.

## السيرة الذاتيه

### الميلاد
عبد الرحمن أحمد الجعلي ولد في أم درمان عام 1944م لأسرة تنتمي لقبيلة الرباطاب وبعد دراسته مراحل التعليم العام التحق بالمعهد الفني كلية الفنون الجميلة والتطبيقية (جامعة السودان حالياً) قسم الجرافيك. وتخرج فيها عام 1970م، كما درس في كلية الفنون بـ ألمانيا، وحصل منها على درجة الماجستير في إقامة وتنظيم المعارض الدولية، عمل بعد التخرج بوزارة الإعلام وهو عضو اتحاد المعارض الدولي بـ فرنسا وتم تعينه أول مدير لمعرض الخرطوم الدولي عام 1976م وكان من الذين أشرفوا على بنائه.

## مشاركاته
شارك الجعلي في الكثير من القضايا والمؤتمرات منها (مؤتمر السلام الأول)، و (مؤتمر قضايا الإعلام) في بداية الإنقاذ و (مؤتمر التكافل الاقتصادي) مع ليبيا، شارك في مسابقة علم السودان الحالي مع بدايات حكومة مايو وصمم علم السودان وهو في ريعان الشباب. وقد أشترك فيها (72) مشتركاً من بينهم أساتذة بالجامعات، وتشكليون، ووزراء، ومهندسون وكان آنذاك خريجاً حديثاً في كلية الفنون وكان عمره (26) عاماً.
وقد أُعتمد العلم رسمياً في 20 مايو 1970 ويتكون نموذج الجعلي من ثلاثة مستطيلات: أعلاها اللون الأحمر يليه مستطيل أبيض اللون وثالث لونه أسود. وقد رُفع هذا العلم لأول مرة في 20 مايو / أيار 1970م.

علم السودان الحالي

### تم تفسير الألوان الأربعة للعلم على النحو التالي
فاللون الأبيض فهو رمز نقاء السريرة ونبل الطباع والسجايا الصافية والوفاء، اللون الأحمر يرمز لدماء شهداء الوطن، واللون الأسود هو اللون الذي اشتق منه اسم بلاد السودان ويجسد الشجاعة والاعتزاز بالوطن وعلم السودان الحالي رغم الدلالات الوطنية التي أعطيت لألوانه الأربعة فهو يتبع الاتجاه العام لرموز القومية العربية والتي تبنت علم الشريف حسين بن علي شريف مكة، بألوانه الأربعة (لأحمر والأسود والأخضر والأبيض) كعلم لها بعد أن جمعت راية الدولة العباسية الأسود اللون والأموية البيضاء وراية الهاشميين الحمراء وعلم الدولة الفاطمية الأخضر اللون.
وهي أيضاً ألوان رايات النبي محمد صلى الله عليه وسلم منفصلة وقد قال الشاعر العربي صفي الدين الحلي في قصيدته (سلي الرماح العوالي):

## تكريمه
كرم الرئيس نميري الجعلي كما كرمه الرئيس البشير.

### صور علم اسودان

علم السودان الجديد للمصمم عبد الرحمن الجعلي
علم السودان في عام 1956م للفنانة التشكيلية السريرة مكي الصوفي

## وفاته
توفي مصمم علم السودان الحالي الفنان التشكيلي عبد الرحمن أحمد الجعلي عن عمر ناهز 73 عاماً. ووري جثمانه الثرى عقب صلاة المغرب بمقابر «البكري» قدم عبد الرحمن أحمد الجعلي الكثير من المساهمات ومثّل السودان في الكثير من المعارض الخارجية، كما شارك في المؤتمرات الوطنية وكرّمه السيد رئيس الجمهورية المشير «عمر البشير» بمنحه وسام الجدارة في احتفالات البلاد بأعياد الاستقلال ديسمبر2014م 